# 100 років Миколаївському зоопарку (монета)
«100 ро́ків Миколаї́вському зоопа́рку» — ювілейна монета номіналом 2 гривні, випущена Національним банком України, присвячена одному з найстаріших зоопарків України. Миколаївський зоопарк входить до Європейської асоціації зоопарків та акваріумів і є одним з провідних центрів збереження та відтворення тварин у неволі, яких тут понад 350 видів.
Монету введено в обіг 21 серпня 2001 року. Вона належить до серії «Флора і фауна».

## Опис монети та характеристики
| Номінал грн. | Метал      | Маса, г | Діаметр, мм | Якість виготовлення | Гурт     | Тираж, штук |
| ------------ | ---------- | ------- | ----------- | ------------------- | -------- | ----------- |
| 2            | нейзильбер | 12,8    | 31,0        | звичайна            | рифлений | 30 000      |

### Аверс
На аверсі монети розміщено зображення Мауглі з пантерою (логотип зоопарку), праворуч — розміщено зображення малого Державного Герба України та написи: «УКРАЇНА», «2001», «2», «ГРИВНІ» та логотип Монетного двору Національного банку України.

### Реверс

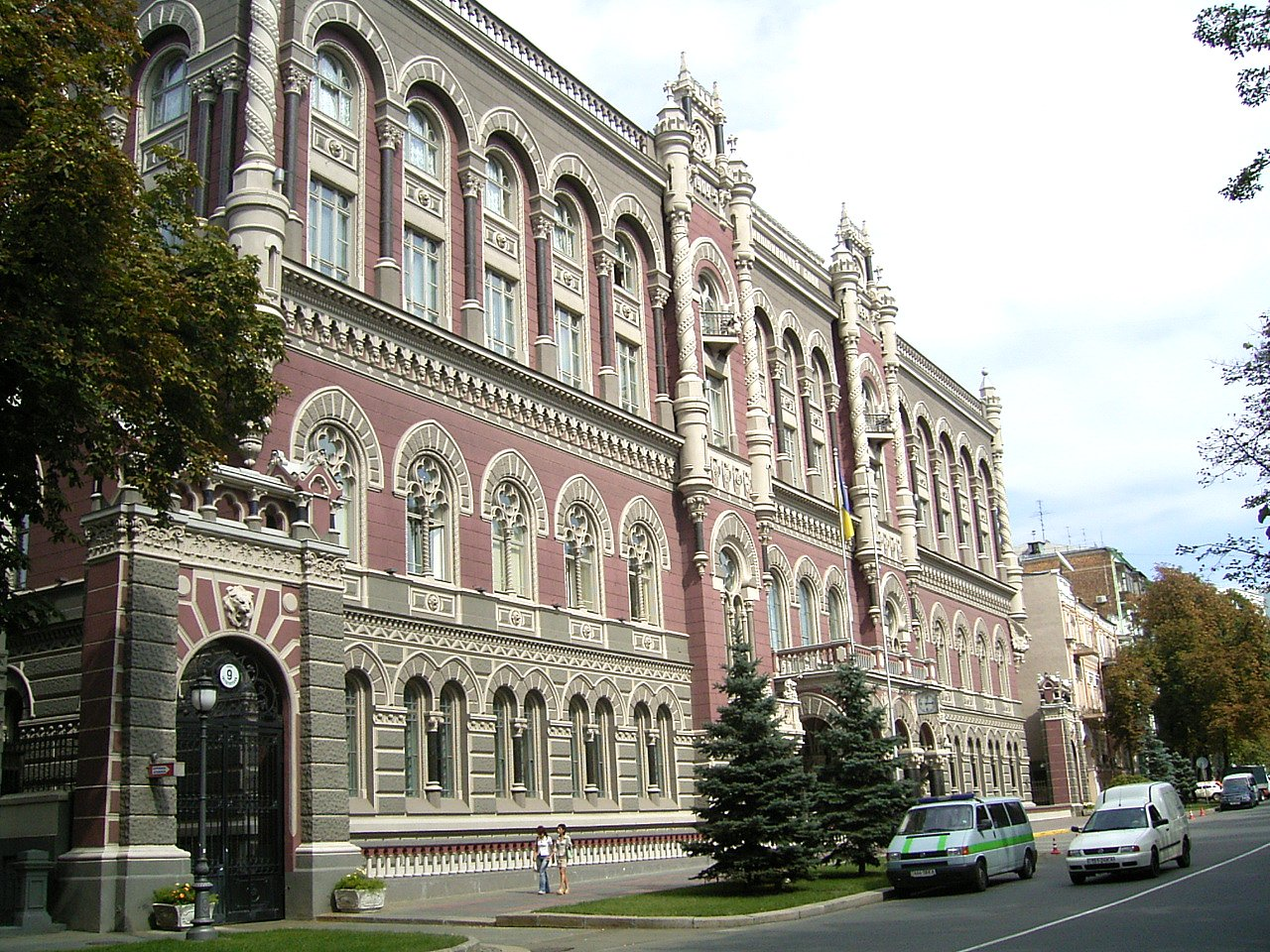
Будівля Національного банку України

На реверсі монети зображено представників фауни різних континентів, що є в зоопарку, та розміщено кругові написи: «МИКОЛАЇВСЬКИЙ ЗООПАРК» (угорі), «100 РОКІВ» (унизу).

## Автори
- Художник — Дем'яненко Володимир.
- Скульптор — Дем'яненко Володимир.

## Вартість монети
Ціну монети — 2 гривні встановив Національний банк України у період реалізації монети через його філії.
Фактична приблизна вартість монети з роками змінювалася так:
| Рік        | 2010 | 2011 | 2012 | 2013 | 2014 | 2015 | 2016 | 2017 | 2018 | 2019 | 2020 | 2021 | 2022 | 2023  | 2024  | 2025  |
| ---------- | ---- | ---- | ---- | ---- | ---- | ---- | ---- | ---- | ---- | ---- | ---- | ---- | ---- | ----- | ----- | ----- |
| Ціна, грн. | 160  | 170  | 200  | 200  | 195  | 550  | 500  | 620  | 670  | 650  | 670  | 660  | 680  | 1 200 | 2 100 | 1 930 |